# Gene Clark

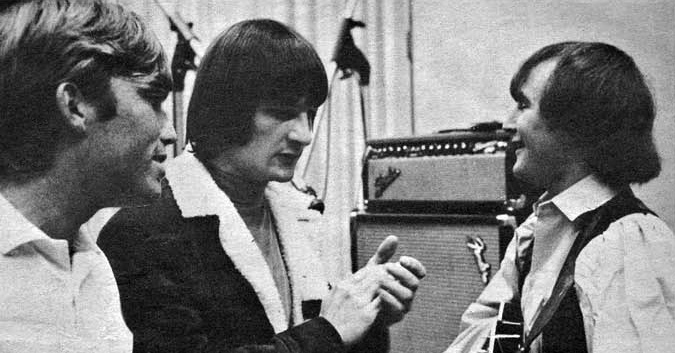
Gene Clark (m.) mit Terry Melcher (l.) und David Crosby im Studio (1965)

Gene Clark (* 17. November 1944 als Harold Eugene Clark in Tipton, Missouri; † 24. Mai 1991 in Sherman Oaks, Kalifornien) war ein amerikanischer Country-Rock-Musiker und Songwriter. Bekannt wurde er als Gründungsmitglied und Gitarrist der Band The Byrds.

## Anfänge
Der aus einer kinderreichen Familie stammende Gene Clark begann bereits in jungen Jahren Songs zu schreiben. Er spielte zunächst in einer Schülerband und später bei den Surf Riders, die in Folk-Clubs der näheren Umgebung auftraten. Die New Christy Minstrels wurden bei einem dieser Auftritte auf den begabten Musiker aufmerksam und nahmen ihn in ihre Band auf. Die Zeit, die er bei der Folk-Gruppe blieb, war von zahlreichen Tourneen und Aufnahmesessions geprägt. Einmal traten sie im Weißen Haus vor Präsident Lyndon B. Johnson auf.
Clark fand an dem hektischen Leben immer weniger Gefallen. Als rangniedrigstes Mitglied der Gruppe hatte er zudem kaum Entwicklungsmöglichkeiten. So stieg er Anfang 1964 aus und zog nach Kalifornien. Hier traf er auf Roger McGuinn, mit dem er eine Vorliebe für Folkmusik und die Beatles teilte. Wenig später schloss sich ihnen David Crosby an.

## Mitglied der Byrds
Die Byrds entstanden Ende 1964 aus den Vorläufern Jet Set und Beefeaters. Neben McGuinn, Crosby und Clark waren noch der Bassist Chris Hillman und der Schlagzeuger Michael Clarke dabei. Bereits ihre erste Single, der Dylan-Song Mr. Tambourine Man, wurde zum Welthit. Die Byrds galten von diesem Moment an als amerikanische Antwort auf die britischen Beatles.
Clark war unbestritten der begabteste Songschreiber der Band (deren größte Hits allerdings von Bob Dylan komponiert wurden). Sein bekanntester Titel war Eight Miles High, der es aber auf Grund eines Radio-Boykotts nur knapp in die Top-20 schaffte. Nach gerade einmal fünfzehn Monaten stieg Clark im März 1966 bei den Byrds aus. Die ständigen Streitigkeiten innerhalb der Band und der durch seine Flugangst verstärkte Tourneestress waren Auslöser für diese Entscheidung. Er bevorzugte die ruhige Studioarbeit und Auftritte in kleinen Cafés und Clubs gegenüber nervenaufreibenden Konzerten in großen Hallen.

## Solokarriere
Gene Clark blieb beim Manager der Byrds, Jim Dickson. Da dieser auch die Gosdin Brothers unter Vertrag hatte, wurde 1967 das gemeinsame Album Gene Clark and the Gosdin Brothers eingespielt. Es war trotz hoher musikalischer Qualität nicht allzu erfolgreich. Clark tat sich daraufhin mit Doug Dillard, dem Frontmann der kalifornischen Bluegrass-Gruppe The Dillards, zur Formation Dillard and Clark zusammen. Dillard and Clark produzierten zwei kommerziell erfolglose Alben mit starker Country-Ausprägung. 1969 ging man im Streit auseinander.
Clarks erstes eigenständiges Soloalbum erschien 1971. White Light enthielt – außer dem von Bob Dylan geschriebenen Song Tears of Rage – ausschließlich Eigenkompositionen. Auch dieses Mal wurde keine Singleauskopplung zum Hit. Zum Teil lag das an der halbherzigen Promotion seiner Plattenfirma, zu einem anderen Teil daran, dass Clark wenig Interesse an Auftritten oder Tourneen hatte.
1973 kam es zu einer kurzen Wiederbelebung der Byrds in Originalbesetzung. Unter Zeitdruck und ohne wirkliches Engagement wurde ein Album produziert, das sich nicht mit den früheren Veröffentlichungen messen konnte. Clark ging daraufhin wieder eigene Wege. 1974 produzierte er mit der LP No Other sein Meisterstück. Wieder stammten alle Songs von ihm selbst und wieder wurde das musikalisch ambitionierte Album kein kommerzieller Erfolg.
1977 absolvierten Roger McGuinn und Chris Hillman einige gemeinsame Studiosessions. Clark zeigte ebenfalls Interesse an einer Mitarbeit. Zusammen mit McGuinn trat er einige Male im Troubador-Club auf, in dem dreizehn Jahre zuvor alles begonnen hatte. Schließlich wurden Ende des Jahrzehnts zwei Alben eingespielt.
Die 1980er Jahre leiteten den allmählichen Niedergang Clarks ein. Sein Byrds-Bonus war aufgebraucht, die großen Schallplattenfirmen hatten kein Interesse mehr an ihm. Bei einem unabhängigen Label spielte er 1984 das Album Firebyrd ein. Als Sessionmusiker wirkte er gelegentlich bei Schallplattenaufnahmen befreundeter Musiker mit. 1987 erschien sein letztes Album, das gemeinsam mit Carla Olson produzierte So Rebellious a Lover.
Wie die meisten Ex-Byrds hatte auch Gene Clark massive Alkohol- und Drogenprobleme. Sein Gesundheitszustand verschlechterte sich zusehends. Am 24. Mai 1991 starb er.
Gene Clark wurde in der St. Andrew Catholic Cemetery in Tipton beigesetzt.

## Privatleben
Clark heiratete 1970 die Tänzerin Carlie McCummings. Aus der Ehe gingen zwei Söhne hervor. Im Juni 1976 wurden Carlie und Gene Clark geschieden.

## Diskografie

### Alben
- 1967: Gene Clark with the Gosdin Brothers (mit The Gosdin Brothers)
- 1971: White Light
- 1972: Collector’s Series: Early L. A. Sessions
- 1973: Roadmaster
- 1974: No Other
- 1977: Two Sides to Every Story
- 1984: Firebyrd
- 1987: So Rebellious a Lover (mit Carla Olson)
- 1992: Silhouetted in Light (mit Carla Olson)
- 1995: This Byrd Has Flown
- 2001: Gypsy Angel – The Gene Clark Demos (1983–1990)
- 2007: In Concert (mit Carla Olson) (2 CDs)
- 2008: Silverado ’75 – Live & Unreleased
- 2013: Here Tonight: The White Light Demos
- 2014: Live Radio Broadcast and Demos
- 2016: Lost Studio Sessions 1964–1982

### Kompilationen
- 1991: Echoes
- 1993: American Dreamer 1964–1974
- 1998: Flying High (2 CDs)
- 2003: Under the Silvery Moon

### Singles
- 1966: Echoes
- 1967: So You Say You Lost Your Baby
- 1968: Train Leaves Here This Mornin’
- 1969: Don’t Be Cruel
- 1969: Why Not Your Baby
- 1970: Don’t Let Me Down
- 1974: Life’s Greatest Fool
- 1977: American Dreamer
- 1977: Home Run King
- 1988: Gypsy Rider
- 1992: Sing 3 Songs by the Byrds (mit Carla Olson)
- 2008: Only Colombe
- 2012: One in a Hundred

### Musikbeispiele
- The Byrds feat. Gene Clark: I'll Feel A Whole Lot Better auf YouTube
- Gene Clark with the Gosdin Brothers: Elevator Operator auf YouTube
- Dillard & Clark: Polly auf YouTube
- Gene Clark: No Other auf YouTube